# Hopman Cup 2017
La Hopman Cup 2017 est la 29e édition du tournoi. Huit équipes mixtes participent à la compétition qui se déroule selon les modalités dites du « round robin » : séparées en deux poules de quatre équipes, les premières de chaque poule se disputent le titre en finale. Chaque confrontation entre deux pays comporte trois matchs : un simple dames, un simple messieurs et un double mixte souvent décisif.
Le tournoi se déroule à Perth, en Australie.

## Faits marquants
- Pour la première fois dans ce tournoi, le format du FAST4 Tennis s'applique aux épreuves de double mixte[1]. Il comprend plusieurs changements : la suppression du let au service, la mise en place d'un point décisif à 40-A et des sets de 4 jeux (avec tie-break à 3-3 en 5 points).
- Cette compétition marque également le retour officiel de Roger Federer sur le circuit, après une absence de presque six mois, en raison d'une blessure au genou.
- On note le forfait de la Tchèque Petra Kvitová, blessée au pied (fracture de fatigue) et à la main, à la suite d'une agression à son domicile par un cambrioleur[2]. Elle est remplacée par Lucie Hradecká[3]. Par ailleurs, à l'occasion de la dernière journée du groupe B, Nick Kyrgios se blesse face à Jack Sock. Il est remplacé pour l'épreuve du double mixte par Matthew Ebden.
- Kristina Mladenovic et Richard Gasquet remportent cette 29e édition de la Hopman Cup en s'imposant en finale face aux Américains Coco Vandeweghe et Jack Sock, 2 matches à 1. Ils succèdent ainsi à Alizé Cornet et Jo-Wilfried Tsonga, derniers vainqueurs tricolores de la compétition, en 2014.

## Participants
| N° | Équipe      | Joueurs                             | Résultat                |
| -- | ----------- | ----------------------------------- | ----------------------- |
| 1  | France      | Kristina Mladenovic Richard Gasquet | 3 victoires - 0 défaite |
| 2  | Allemagne   | Andrea Petkovic Alexander Zverev    | 1 victoire - 2 défaites |
| 3  | Royaume-Uni | Heather Watson Daniel Evans         | 0 victoire - 3 défaites |
| 4  | Suisse      | Belinda Bencic Roger Federer        | 2 victoires - 1 défaite |

| N° | Équipe     | Joueurs                           | Résultat                |
| -- | ---------- | --------------------------------- | ----------------------- |
| 5  | Australie  | Daria Gavrilova Nick Kyrgios*     | 0 victoire - 3 défaites |
| 6  | Tchéquie   | Lucie Hradecká Adam Pavlásek      | 1 victoire - 2 défaites |
| 7  | Espagne    | Lara Arruabarrena Feliciano López | 2 victoires - 1 défaite |
| 8  | États-Unis | Coco Vandeweghe Jack Sock         | 3 victoires - 0 défaite |

* Nick Kyrgios est remplacé par Matthew Ebden pour son dernier match de double mixte.

## Matchs de poule
L'équipe en tête de chaque poule est qualifiée pour la finale.

### Groupe A

#### Classement
| Rang | Pays        | V - D | Matchs | Sets   | Jeux     |
| ---- | ----------- | ----- | ------ | ------ | -------- |
| 1    | France      | 3 - 0 | 7 - 2  | 15 - 6 | 102 - 90 |
| 2    | Suisse      | 2 - 1 | 6 - 3  | 13 - 7 | 90 - 76  |
| 3    | Allemagne   | 1 - 2 | 4 - 5  | 8 - 11 | 81 - 87  |
| 4    | Royaume-Uni | 0 - 3 | 1 - 8  | 4 - 16 | 71 - 91  |

#### Matchs détaillés
|  | Équipe 1 | Score | Équipe 2  |  |
|  | France   | 2 – 1 | Allemagne |  |

| Ordre des matchs | Joueurs                               | Points au premier set | Points au second set | Points au troisième set |
| ---------------- | ------------------------------------- | --------------------- | -------------------- | ----------------------- |
| 1                | Kristina Mladenovic                   | 2                     | 1                    |                         |
| 1                | Andrea Petkovic                       | 6                     | 6                    |                         |
|                  |                                       |                       |                      |                         |
| 2                | Richard Gasquet                       | 7                     | 6                    |                         |
| 2                | Alexander Zverev                      | 5                     | 3                    |                         |
|                  |                                       |                       |                      |                         |
| 3                | Kristina Mladenovic - Richard Gasquet | 4                     | 4                    |                         |
| 3                | Andrea Petkovic - Alexander Zverev    | 2                     | 1                    |                         |

|  | Équipe 1 | Score | Équipe 2        |  |
|  | Suisse   | 3 – 0 | Grande-Bretagne |  |

| Ordre des matchs | Joueurs                        | Points au premier set | Points au second set | Points au troisième set |
| ---------------- | ------------------------------ | --------------------- | -------------------- | ----------------------- |
| 1                | Belinda Bencic                 | 7                     | 3                    | 6                       |
| 1                | Heather Watson                 | 5                     | 6                    | 2                       |
|                  |                                |                       |                      |                         |
| 2                | Roger Federer                  | 6                     | 6                    |                         |
| 2                | Daniel Evans                   | 3                     | 4                    |                         |
|                  |                                |                       |                      |                         |
| 3                | Belinda Bencic - Roger Federer | 4                     | 4                    |                         |
| 3                | Heather Watson - Daniel Evans  | 0                     | 1                    |                         |

|  | Équipe 1 | Score | Équipe 2        |  |
|  | France   | 3 – 0 | Grande-Bretagne |  |

| Ordre des matchs | Joueurs                               | Points au premier set | Points au second set | Points au troisième set |
| ---------------- | ------------------------------------- | --------------------- | -------------------- | ----------------------- |
| 1                | Kristina Mladenovic                   | 6                     | 5                    | 6                       |
| 1                | Heather Watson                        | 4                     | 7                    | 3                       |
|                  |                                       |                       |                      |                         |
| 2                | Richard Gasquet                       | 6                     | 6                    |                         |
| 2                | Daniel Evans                          | 4                     | 2                    |                         |
|                  |                                       |                       |                      |                         |
| 3                | Kristina Mladenovic - Richard Gasquet | 4                     | 4                    |                         |
| 3                | Heather Watson - Daniel Evans         | 3                     | 32                   |                         |

|  | Équipe 1 | Score | Équipe 2  |  |
|  | Suisse   | 2 – 1 | Allemagne |  |

| Ordre des matchs | Joueurs                            | Points au premier set | Points au second set | Points au troisième set |
| ---------------- | ---------------------------------- | --------------------- | -------------------- | ----------------------- |
| 1                | Belinda Bencic                     | 6                     | 6                    |                         |
| 1                | Andrea Petkovic                    | 3                     | 4                    |                         |
|                  |                                    |                       |                      |                         |
| 2                | Roger Federer                      | 61                    | 7                    | 64                      |
| 2                | Alexander Zverev                   | 7                     | 64                   | 7                       |
|                  |                                    |                       |                      |                         |
| 3                | Belinda Bencic - Roger Federer     | 4                     | 4                    |                         |
| 3                | Andrea Petkovic - Alexander Zverev | 1                     | 2                    |                         |

|  | Équipe 1  | Score | Équipe 2        |  |
|  | Allemagne | 2 – 1 | Grande-Bretagne |  |

| Ordre des matchs | Joueurs                            | Points au premier set | Points au second set | Points au troisième set |
| ---------------- | ---------------------------------- | --------------------- | -------------------- | ----------------------- |
| 1                | Andrea Petkovic                    | 2                     | 63                   |                         |
| 1                | Heather Watson                     | 6                     | 7                    |                         |
|                  |                                    |                       |                      |                         |
| 2                | Alexander Zverev                   | 6                     | 6                    |                         |
| 2                | Daniel Evans                       | 4                     | 3                    |                         |
|                  |                                    |                       |                      |                         |
| 3                | Andrea Petkovic - Alexander Zverev | 4                     | 4                    |                         |
| 3                | Heather Watson - Daniel Evans      | 2                     | 2                    |                         |

|  | Équipe 1 | Score | Équipe 2 |  |
|  | Suisse   | 1 – 2 | France   |  |

| Ordre des matchs | Joueurs                               | Points au premier set | Points au second set | Points au troisième set |
| ---------------- | ------------------------------------- | --------------------- | -------------------- | ----------------------- |
| 1                | Belinda Bencic                        | 4                     | 6                    | 3                       |
| 1                | Kristina Mladenovic                   | 6                     | 2                    | 6                       |
|                  |                                       |                       |                      |                         |
| 2                | Roger Federer                         | 6                     | 6                    |                         |
| 2                | Richard Gasquet                       | 1                     | 4                    |                         |
|                  |                                       |                       |                      |                         |
| 3                | Belinda Bencic - Roger Federer        | 2                     | 2                    |                         |
| 3                | Kristina Mladenovic - Richard Gasquet | 4                     | 4                    |                         |

### Groupe B

#### Classement
| Rang | Pays               | V - D | Matchs | Sets    | Jeux     |
| ---- | ------------------ | ----- | ------ | ------- | -------- |
| 1    | États-Unis         | 3 - 0 | 8 - 1  | 17 - 6  | 110 - 77 |
| 2    | Espagne            | 2 - 1 | 4 - 5  | 10 - 10 | 82 - 83  |
| 3    | République tchèque | 1 - 2 | 3 - 6  | 8 - 14  | 88 - 101 |
| 4    | Australie          | 0 - 3 | 3 - 6  | 8 - 13  | 79 - 98  |

#### Matchs détaillés
|  | Équipe 1           | Score | Équipe 2   |  |
|  | République tchèque | 0 – 3 | États-Unis |  |

| Ordre des matchs | Joueurs                        | Points au premier set | Points au second set | Points au troisième set |
| ---------------- | ------------------------------ | --------------------- | -------------------- | ----------------------- |
| 1                | Lucie Hradecká                 | 4                     | 2                    |                         |
| 1                | Coco Vandeweghe                | 6                     | 6                    |                         |
|                  |                                |                       |                      |                         |
| 2                | Adam Pavlásek                  | 5                     | 6                    | 3                       |
| 2                | Jack Sock                      | 7                     | 3                    | 6                       |
|                  |                                |                       |                      |                         |
| 3                | Lucie Hradecká - Adam Pavlásek | 4                     | 2                    | 1                       |
| 3                | Coco Vandeweghe - Jack Sock    | 2                     | 4                    | 4                       |

|  | Équipe 1  | Score | Équipe 2 |  |
|  | Australie | 1 – 2 | Espagne  |  |

| Ordre des matchs | Joueurs                             | Points au premier set | Points au second set | Points au troisième set |
| ---------------- | ----------------------------------- | --------------------- | -------------------- | ----------------------- |
| 1                | Daria Gavrilova                     | 5                     | 1                    |                         |
| 1                | Lara Arruabarrena                   | 7                     | 6                    |                         |
|                  |                                     |                       |                      |                         |
| 2                | Nick Kyrgios                        | 6                     | 6                    |                         |
| 2                | Feliciano López                     | 3                     | 4                    |                         |
|                  |                                     |                       |                      |                         |
| 3                | Daria Gavrilova - Nick Kyrgios      | 0                     | 2                    |                         |
| 3                | Lara Arruabarrena - Feliciano López | 4                     | 4                    |                         |

|  | Équipe 1   | Score | Équipe 2 |  |
|  | États-Unis | 3 – 0 | Espagne  |  |

| Ordre des matchs | Joueurs                             | Points au premier set | Points au second set | Points au troisième set |
| ---------------- | ----------------------------------- | --------------------- | -------------------- | ----------------------- |
| 1                | Coco Vandeweghe                     | 6                     | 6                    |                         |
| 1                | Lara Arruabarrena                   | 2                     | 4                    |                         |
|                  |                                     |                       |                      |                         |
| 2                | Jack Sock                           | 3                     | 6                    | 6                       |
| 2                | Feliciano López                     | 6                     | 2                    | 3                       |
|                  |                                     |                       |                      |                         |
| 3                | Coco Vandeweghe - Jack Sock         | 4                     | 32                   | 4                       |
| 3                | Lara Arruabarrena - Feliciano López | 3                     | 4                    | 32                      |

|  | Équipe 1  | Score | Équipe 2           |  |
|  | Australie | 1 – 2 | République tchèque |  |

| Ordre des matchs | Joueurs                        | Points au premier set | Points au second set | Points au troisième set |
| ---------------- | ------------------------------ | --------------------- | -------------------- | ----------------------- |
| 1                | Daria Gavrilova                | 6                     | 4                    | 4                       |
| 1                | Lucie Hradecká                 | 4                     | 6                    | 6                       |
|                  |                                |                       |                      |                         |
| 2                | Nick Kyrgios                   | 7                     | 6                    |                         |
| 2                | Adam Pavlásek                  | 5                     | 4                    |                         |
|                  |                                |                       |                      |                         |
| 3                | Daria Gavrilova - Nick Kyrgios | 4                     | 31                   | 2                       |
| 3                | Lucie Hradecká - Adam Pavlásek | 31                    | 4                    | 4                       |

|  | Équipe 1           | Score | Équipe 2 |  |
|  | République tchèque | 1 – 2 | Espagne  |  |

| Ordre des matchs | Joueurs                             | Points au premier set | Points au second set | Points au troisième set |
| ---------------- | ----------------------------------- | --------------------- | -------------------- | ----------------------- |
| 1                | Lucie Hradecká                      | 6                     | 6                    |                         |
| 1                | Lara Arruabarrena                   | 2                     | 4                    |                         |
|                  |                                     |                       |                      |                         |
| 2                | Adam Pavlásek                       | 65                    | 4                    |                         |
| 2                | Feliciano López                     | 7                     | 6                    |                         |
|                  |                                     |                       |                      |                         |
| 3                | Lucie Hradecká - Adam Pavlásek      | 2                     | 1                    |                         |
| 3                | Lara Arruabarrena - Feliciano López | 4                     | 4                    |                         |

|  | Équipe 1  | Score | Équipe 2   |  |
|  | Australie | 1 – 2 | États-Unis |  |

| Ordre des matchs | Joueurs                         | Points au premier set | Points au second set | Points au troisième set |
| ---------------- | ------------------------------- | --------------------- | -------------------- | ----------------------- |
| 1                | Daria Gavrilova                 | 6                     | 4                    | 7                       |
| 1                | Coco Vandeweghe                 | 3                     | 6                    | 5                       |
|                  |                                 |                       |                      |                         |
| 2                | Nick Kyrgios                    | 2                     | 2                    |                         |
| 2                | Jack Sock                       | 6                     | 6                    |                         |
|                  |                                 |                       |                      |                         |
| 3                | Daria Gavrilova - Matthew Ebden | 1                     | 1                    |                         |
| 3                | Coco Vandeweghe - Jack Sock     | 4                     | 4                    |                         |

## Finale
|  | Équipe 1 | Score | Équipe 2   |  |
|  | France   | 2 – 1 | États-Unis |  |